# The Fairly OddParents: A New Wish
The Fairly OddParents: A New Wish je nadolazeća američka animirana televizijska serija temeljena na Nickelodeonovoj animiranoj seriji Čudnovili roditelji (2001. – 2017.) koju je stvorio Butch Hartman. Bit će to treća serija u franšizi, nakon Čudnovilni roditelji: Čudnovilno čudnije (2022.). Premijera serije zakazana je za 20. svibnja 2024. na kanalu Nickelodeon. Također 2024. će biti prikazana na međunarodnoj razini na streaming platformi Netflix.

## Glasovna postava
- Ashleigh Crystal Hairston kao Hazel Wells
- Daran Norris kao Cosmo
- Susanne Blakeslee kao Wanda
- Jentel Hawkins kao Angela Wells

## Pregled serije
Serija će biti premijerno prikazana od 20. svibnja 2024. na kanalu Nickelodeon. Također 2024. će biti prikazana na međunarodnoj razini na streaming platformi Netflix.
| Sezona | Sezona | Epizode | Epizode | Originalno emitiranje | Originalno emitiranje |
| Sezona | Sezona | Epizode | Epizode | Premijera             | Finale                |
| ------ | ------ | ------- | ------- | --------------------- | --------------------- |
|        | 1.     | 20      | 20      | 20. svibnja 2024.     | 20. lipnja 2024.      |

### Prva sezona (2024.)
| Epizoda | Naslov                                 | Datum prikazivanja |
| ------- | -------------------------------------- | ------------------ |
| 1.      | "Fly"                                  | 20. svibnja 2024.  |
| 2.      | "The Department of Magical Violations" | 21. svibnja 2024.  |
| 3.      | "Teacher's Pal"                        | 22. svibnja 2024.  |
| 4.      | "A Dinosaur in Dimmadelphia"           | 23. svibnja 2024.  |
| 5.      | "Fearless"                             | 27. svibnja 2024.  |
| 6.      | "The Wellsington Hotellsington"        | 28. svibnja 2024.  |
| 7.      | "1500 Minutes of Fame"                 | 29. svibnja 2024.  |
| 8.      | "28 Puddings Later"                    | 30. svibnja 2024.  |
| 9.      | "Trial and Hair-ror"                   | 30. svibnja 2024.  |
| 10.     | "Weird Science"                        | 3. lipnja 2024.    |
| 11.     | "Mystery She Wished"                   | 4. lipnja 2024.    |
| 12.     | "Prime Meridian Love"                  | 5. lipnja 2024.    |
| 13.     | "Stanky Danky"                         | 10. lipnja 2024.   |
| 14.     | "Peace of Pizza"                       | 11. lipnja 2024.   |
| 15.     | "A New Development"                    | 12. lipnja 2024.   |
| 16.     | "Cookie's Court"                       | 13. lipnja 2024.   |
| 17.     | 17. lipnja 2024.                       |                    |
| 18.     | 18. lipnja 2024.                       |                    |
| 19.     | 19. lipnja 2024.                       |                    |
| 20.     | 20. lipnja 2024.                       |                    |

## Produkcija
U lipnju 2023. izvršene su registracije žiga priložene Paramount Globalu i Nickelodeonu.
U srpnju 2023. godine Norris je potvrdio da je u pripremi novi projekt Čudnovilih roditelja.
Nickelodeon je 23. veljače službeno najavio The Fairly OddParents: A New Wish. Za prvu sezonu naručeno je 20 epizoda. Seriju produciraju kuće Billionfold Inc., FredFilms i Nickelodeon Animation Studio u Burbanku u Kaliforniji.

## Vanjske poveznice
- The Fairly OddParents: A New Wish u internetskoj bazi filmova IMDb-a